# آنابولیسم
آنابولیسم (به انگلیسی: Anabolism) یا فراگشت یک فرایند شیمیایی و سازنده در روند سوخت‌وساز بدن (متابولیسم) است که در آن انرژی مصرف می‌شود تا مواد ساده‌تر مانند اسید آمینو ترکیب گردد و ترکیبات آلی پیچیده‌تر مانند آنزیم و نوکلئیک اسید ساخته شود.
به فرایند برعکس آن یعنی تخریب مولکول‌های آلی پیچیده برای دریافت انرژی کاتابولیسم (فروگشت) می‌گویند.
بیوسنتز و آنابولیسم هر دو به مجموعه‌ای از واکنش‌های شیمیایی در سلول اشاره دارند که طی آن‌ها مولکول‌های پیچیده‌تر از مولکول‌های ساده‌تر ساخته می‌شوند. اما بیوسنتز زیرمجموعه‌ای از آنابولیسم است. آنابولیسم به کل فرآیند ساخت مولکول‌های بزرگ‌تر اشاره دارد، در حالی که بیوسنتز به طور خاص به ساخت مولکول‌های زیستی مانند پروتئین‌ها، کربوهیدرات‌ها، لیپیدها و اسیدهای نوکلئیک اشاره دارد.